# هاولزی
شهر هاولزیدر ایالت برندنبورگ در کشور آلمان واقع شده‌است.